# Кёниг, Лео фон
Лео фон Кёниг (нем. Leo von König; 28 февраля 1871, Брауншвейг — 9 апреля 1944, Тутцинг) — немецкий художник, представитель движения Берлинский сецессион, барон.

## Жизнь и творчество
Л. фон Кёниг родился в аристократической прусской семье. Его отец был генералом кавалерии, мать — урождённой баронессой фон Крамм. Изучал живопись и скульптуру сперва в Гамбурге, затем в Берлинской художественной академии и в парижской академии Жюлиана. Позднее живёт и работает в Саарбрюккене и в Касселе, после чего возвращается в Берлин. В 1896 году впервые выставляет свои работы на Большой берлинской художественной экспозиции. Наряду с Максом Слефогтом, Максом Либерманом и Ловисом Коринтом, Лео фон Кёниг является одним из важнейших представителей художественного направления Берлинский сецессион. Живопись (в первую очередь — импрессионизм) мастер изучал в Академиях изящных искусств Парижа и Берлина. Занимался также преподавательской работой, руководя классом мастеров в школе при берлинском Музее прикладного искусства. Был мастером портретной живописи.
Кисти художника принадлежат портреты Э. Барлаха, Э. Нольде, К. Кольвиц, Г. Гауптмана, а также Й. Геббельса (1935). Значительное количество полотен Лео фон Кёнига можно увидеть в Художественных музеях Брауншвейга и Дюссельдорфа.